# 자미드
자미드(아랍어: جميد)는 요르단, 팔레스타인, 사우디아라비아 등에서 생산되는 발효 유제품이다. 양젖이나 염소젖으로 만든 라브나를 비롯한 발효유에서 물기를 뺀 뒤 모양을 잡아 말려 만든다. 장기보관이 쉬워 베두인들이 즐겨 먹으며, 요르단의 국민 음식인 만사프의 재료이다.

## 같이 보기
- 쿠루트